# Rhynchina antistropha
Rhynchina antistropha là một loài bướm đêm trong họ Erebidae.